# You Don't Own Me
«You Don't Own Me» (англ. Ти не володієш мною) — популярна пісня, написана філадельфійськими композиторами Джоном Мадарою та Девідом Вайтом і записана Леслі Гор у 1963 році, коли їй було 17 років. Ця пісня була другим за успіхом записом Гор та її останнім синглом із першої десятки. 27 листопада 2016 року, поряд з 24 іншими піснями, пісня була включена до Зали слави премії «Греммі».
Пісня виражає емансипацію, співачка каже коханцю, що він не володіє нею, що він не повинен вказувати їй, що робити або що говорити, і що він не повинен виставляти її напоказ. Текст пісні став джерелом натхнення для молодих жінок і іноді згадується як фактор феміністського руху другої хвилі.
Гор сказала: «Мій погляд на цю пісню був такий: Мені 17 років, яка чудова річ — стояти на сцені, погрожувати людям пальцем і співати, що я тобі не належу». У некролозі Гор The New York Times назвала пісню як «незмиво зухвалу».

## Місце у чартах
Пісня досягла другого місця в Billboard Hot 100 у США. Пісня залишалася на другому місці протягом трьох тижнів поспіль 1 лютого 1964 року, не зумівши подолати хіт гурту The Beatles «I Want to Hold Your Hand». Він став другим найуспішнішим хітом Гор після синглу «It's My Party». Ця пісня була останнім синглом Гор, який увійшов до десятки найкращих.

## Критика
Після успіху «You Don't Own Me» багато інших пісень Леслі Гор, у тому числі That's the Way Boys Are, зрештою були порівняні з нею і піддані критиці за те, що вони не відповідали феміністським очікуванням. Автор пісні «That's the Way Boys Are» Річард Аквіла зазначив, що текст пісні «виражає ухвалення епохи сексуальних подвійних стандартів», на відміну від теми попереднього синглу Гор «You Don't Own Me». Аквіла розглядає «That's the Way Boys Are» як один із декількох прикладів пісень Леслі Гор, які розглядають жінок як залежних або пасивних об'єктів, поряд з більш ранніми синглами «It's My Party» та «Judy's Turn to Cry». Музикознавець Волтер Еверетт описав «That's the Way Boys Are» як одну з багатьох сексистських пісень 1960-х років, які «увічнили терпимість хлопчиків до чоловічої, але не жіночої невірності». Музичний критик Грейл Маркус також зауважив, що «That's the Way Boys Are» відступають від «протофеміністського маніфесту» «You Don't Own Me» до послання «він може ставитися до тебе як до сміття, але вони всі такі, і ми любимо їх за це!».
14-21 серпня 1965 року Патті Дьюк досягла піку № 8 в Hot 100 з піснею «Don't Just Stand There», яка звучить дуже схоже на «You Don't Own Me».

## Інші версії пісні
The Ormsby Brothers випустили першу чоловічу версію цієї пісні в 1973 році. Того року версія новозеландської групи досягла 5 місця в Австралії.
Джоан Джетт випустила кавер-версію цієї пісні як свій перший сольний сингл у 1979 році, до виходу її однойменного дебютного альбому (пізніше названого Bad Reputation) у 1980 році. Бі-сайд синглу був ранньою версією її хіта «I Love Rock 'n' Roll».
Андре Гейз записав голландську версію цієї пісні у 1981 році для свого альбому Gewoon André; «Zeg Maar Niets Meer» був популярним у Європі і досяг 2-го місця в голландських чартах на початку 1982 року.
Елейн Пейдж записала цю пісню у своєму альбомі 1991 «Love Can Do That».
Альтернативний дует Matt and Kim випустили кавер-версію пісні як сингл у березні 2021 року. Обкладинка змінює назву дуету на Кім та Метт.

## Чарти
| Чарт (2015–2016)                          | Найвища позиція |
| ----------------------------------------- | --------------- |
| Австралія (ARIA)                          | 1               |
| Австрія (Ö3 Austria Top 75)               | 55              |
| Бельгія (Ultratip Flanders)               | 42              |
| Канада (Canadian Hot 100)                 | 45              |
| Чехія (Singles Digitál Top 100)           | 52              |
| France (SNEP)                             | 182             |
| Угорщина (Single Top 40)                  | 32              |
| Ірландія (IRMA)                           | 13              |
| Italy (FIMI)                              | 89              |
| Нова Зеландія (RIANZ)                     | 5               |
| Португалія (AFP)                          | 62              |
| Шотландія (Official Charts Company)       | 3               |
| Словаччина (IFPI)                         | 50              |
| Словаччина (Singles Digitál Top 100)      | 38              |
| Іспанія (PROMUSICAE)                      | 19              |
| Швейцарія (Media Control AG)              | 60              |
| Велика Британія (Official Charts Company) | 4               |
| США (Billboard Hot 100)                   | 57              |
| США (Mainstream Top 40) (Billboard)       | 22              |